# Yanglinshi (köpinghuvudort i Kina, Hubei Sheng, lat 29,98, long 111,78)
Yanglinshi är en köpinghuvudort i Kina. Den ligger i provinsen Hubei, i den centrala delen av landet, omkring 250 kilometer väster om provinshuvudstaden Wuhan. Antalet invånare är 41 745. Befolkningen består av 20 523 kvinnor och 21 222 män. Barn under 15 år utgör 11,0 %, vuxna 15-64 år 77 %, och äldre över 65 år 10,0 %.
Runt Yanglinshi är det tätbefolkat, med 427 invånare per kvadratkilometer. Närmaste större samhälle är Nanhai, 16,6 km norr om Yanglinshi. Trakten runt Yanglinshi består till största delen av jordbruksmark.
Genomsnittlig årsnederbörd är 1 565 millimeter. Den regnigaste månaden är maj, med i genomsnitt 222 mm nederbörd, och den torraste är december, med 22 mm nederbörd.